# 毕碧安娜·施泰因豪斯
毕碧安娜·施泰因豪斯（德語：Bibiana Steinhaus，1979年3月24日—）是一位德国足球裁判員，為首位出现在德国职业足球联赛中的女裁判，同时也是首位执法女足世界杯决赛的德国籍裁判。

## 个人经历

### 球员
在成為像她父親這樣的裁判之前，施泰因豪斯是SV Bad Lauterberg的足球運動員。

### 裁判
施泰因豪斯於2020年9月30日主持了拜仁慕尼黑和多特蒙德之間的德國超級盃比賽，並在比賽后結束了她的職業生涯。

## 個人生活
施泰因豪斯居住在朗根哈根，是一名受過訓練的警察，其職級為總督察。
施泰因豪斯於2021年4月與同為警察的英國籍前裁判霍華德·韋博結婚。

## 荣誉
- 汉诺威2007年度运动员
- 德国足球协会年度裁判: 2007, 2008, 2009, 2010, 2011, 2017
- 國際足球歷史和統計聯合會年度世界裁判：2013, 2014, 2017, 2018

## 其他
由于毕碧安娜担任主裁判，伊朗伊斯兰共和国广播电视台放弃转播2019年2月15日拜仁慕尼黑同奥格斯堡的德甲比赛。伊朗禁止女性身穿短球裤。电视台认为裁判服过分裸露身体，取消了转播。之前，伊朗的电视台转播了2018年5月毕碧安娜担任裁判的比赛。每当她出现在镜头中，伊朗的电视台就会展示现场观众的画面。